# آيرا ألين
آيرا ألين (بالإنجليزية: Ira Allen) هو سياسي أمريكي، (1751 – 1814)، وهو شقيق إيثان ألين الأصغر. ولد في 21 أبريل 1751 في كورنوال، كونيكتيكت، وانتقل أيضا إلى منح نيوهامشير، حيث أصبح واحدا من القادة السياسيين الأكثر تأثيرا. في 1775 لعب دورا في أسر تيكوندروغا واحتلال كندا. وكان عضوا في مؤتمر اجتمع في وينتشستر، فيرمونت، وفي يناير 1777 أعلن استقلال منح نيوهامشير؛ وخدم (1776 – 1786) كعضو في مجلس الأمن في فيرمونت؛ وأجرى المفاوضات نيابة عن فيرمونت لعقد هدنة مع البريطانيين ولتبادل السجناء في عام 1781؛ كما خدم لثمانية فترات في الجمعية العامة، وكان أمين صندوق الولاية من 1778 إلى 1786 وماسح أراضي عام من 1778 إلى 1787.
استطاع في عام 1789 أن يؤسس جامعة فيرمونت، وبمنحة قدرها 4000 جنيه، وبهذه المؤسسة التي رخص لها في عام 1791 وبنيت في برلينغتون احتراما لرغباته، فكان هكذا هو المؤسس بشكل عملي. في عام 1795، وبنيابة عن الولاية، اشترى الأسلحة من الحكومية الفرنسية لدعم ميليشيا فيرمونت، التي كان برتبة عميد فيها، لكنه أسر من قبل طراد بريطاني غرب أيرلندا عند رحلة عودته، حيث اتهم بمحاولة دعم المتمردين الأيرلنديين بالأسلحة، وبعد مقاضاة مطولة في المحاكم البريطانية، لم تتقرر الأحكام النهائية للقضية حتى عام 1804، عاد إلى فيرمونت في عام 1801. وأثناء غيابه تم نزع أملاكه الكبيرة في الأراضي عنه خلال عملية القوانين الضريبية، وانتقل إلى فيلادلفيا لكي يهرب من السجن بسبب ديونه، حيث مات في 4 يناير 1814. وقد نشر كتابا باهتا ومتحيزا، لكنه مفيد وهو التاريخ الطبيعي والسياسي لفيرمونت (1798)، وأعيد إصداره (1870) في الجزء هناك المجموعات ويتحدث عن مجتمع فيرمونت التاريخي.

## روابط خارجية
- آيرا ألين على موقع إن إن دي بي (الإنجليزية)